# Istid

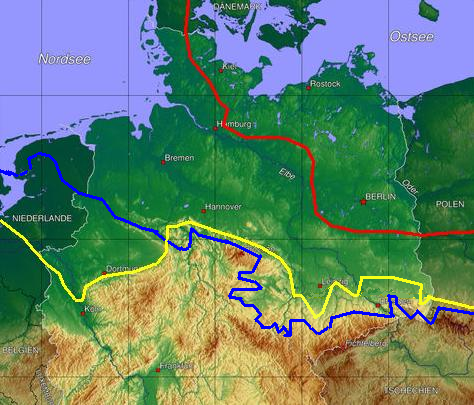
Inlandsisens utbredning; röd Weichsel, gul Saale-istiden, blå Elster.

Istid är en period i jordens historia som kännetecknas av att is och glaciärer vid polerna vuxit fram och spridit sig mer globalt till följd av ett strängt klimat. Termen kan både syfta på en nedisning under tusentals år (till exempel Weichsel) och en längre tidsperiod med flera nedisningar (till exempel Anderna-Saharaistiden). Tidvis kan medeltemperaturen i Sverige under dessa istider ha varit 20 °C lägre än i modern tid.

## Historik

### Tidiga istider
Den äldsta kända istiden är Huronistiden för cirka 2,4–2,1 miljarder år sedan. Spår av stora inlandsisar hittar man i form av isräfflor och sediment som har avlagrats i samband med isavsmältningen, ex. morän och varvig lera.
En teori om att hela jorden har varit täckt av glaciärer under kryogenium för ungefär 650 miljoner år sedan har presenterats av vissa forskare som förklaring på varför man hittar flyttblock i namibiska öknen. Teorin benämns Snöbollsjorden, eller "Slaskjorden".

### Kvartära istider
Under de två senaste geologiska tidsperioderna (pleistocen och holocen) har en rad omfattande glaciärbildningar uppstått. De senaste 1,8 miljoner åren har det funnits sex större glaciationer som har täckt Skandinavien (och delar av Tyskland), Alperna och större delen av Nordamerika och Brittiska öarna (se nedanstående schema). Brittiska öarna har ett något annorlunda schema, men motsvarigheterna till Eem och Weichsel kallas för Ipswichian och Devensian.
| Geologisk tid | Geologisk tid | Istid (Nordeuropa) | Istid (Alperna) | Istid (Nordamerika) | Tidsintervall (eller år sedan periodens början år 2000) |
| Holocen       | Holocen       | Flandern           | Flandern        | Flandern            | 10 000                                                  |
| Pleistocen    | Sen           | Weichsel           | Würm            | Wisconsin           | 110 000                                                 |
| Pleistocen    | Sen           | Eem                | Reiss-Würm      | Sangemon            | 130 000                                                 |
| Pleistocen    | Sen           | Saale-istiden      | Reiss           | Illinoian           | 240 000                                                 |
| Pleistocen    | Mellan        | Holstein           | Mindel-Reiss    | Yarmouth            | 800 000 - 240 000                                       |
| Pleistocen    | Mellan        | Elster             | Mindel          | Kansan              | 800 000 - 240 000                                       |
| Pleistocen    | Mellan        | Cromer             | Günz-Mindel     | Aftonian            | 800 000 - 240 000                                       |
| Pleistocen    | Mellan        | Menap              | Günz            | Nebraskan           | 800 000 - 240 000                                       |
| Pleistocen    | Tidig         | Waal               | Waal            | Waal                | 1,8 milj - 800 000                                      |
| Pleistocen    | Tidig         | Eburon             |                 |                     | 1,8 milj - 800 000                                      |
| Pleistocen    | Tidig         | Tegelen            |                 |                     | 1,8 milj - 800 000                                      |
| Pleistocen    | Tidig         | Pre-tegelen        |                 |                     | 1,8 milj - 800 000                                      |

De nordeuropeiska namnen är satta efter istidernas geografiska utsträckning, samma sak gäller de nordamerikanska. Namnen i Alperna är namn som givits de geologiska lager som motsvarar istiderna i denna region. Anledningen till att holocen är med i tabellen är att de flesta experter är eniga om att den tid vi befinner oss i nu endast är en mellanistid. Weichsel är den period som populärt menas med termen "istiden".
| Kvartär Klimatskeden i Norra Europa | Kvartär Klimatskeden i Norra Europa   | Kvartär Klimatskeden i Norra Europa |
| Glacial / Interglacial              | Stadial / Kron Syreisotopstadium, MIS | Tusental år sedan                   |
| ----------------------------------- | ------------------------------------- | ----------------------------------- |
| Flandern (Holocen) värmetid MIS 1   | Subatlantisk tid                      | 2,6–0,0                             |
| Flandern (Holocen) värmetid MIS 1   | Subboreal tid                         | 5,8–2,6                             |
| Flandern (Holocen) värmetid MIS 1   | Atlantisk tid                         | 9,0–5,8                             |
| Flandern (Holocen) värmetid MIS 1   | Boreal tid                            | 9,9–9,0                             |
| Flandern (Holocen) värmetid MIS 1   | Preboreal tid                         | 11,7–9,9                            |
| Weichsel istid                      | Yngre dryas                           | 13–11,7                             |
| Weichsel istid                      | Alleröd                               | 14–13                               |
| Weichsel istid                      | Äldre dryas                           | 14                                  |
| Weichsel istid                      | Bölling                               | 15–14                               |
| Weichsel istid                      | Äldsta dryas                          | 16–15                               |
| Weichsel istid                      | Weichsels huvudfas MIS 2              | 24–16                               |
| Weichsel istid                      | Mellersta Weichsel MIS 4–3            | 70–24                               |
| Weichsel istid                      | Odderade - MIS 5a                     | 80–70                               |
| Weichsel istid                      | Rederstall - MIS 5b                   | 90–80                               |
| Weichsel istid                      | Brörup - MIS 5c                       | 100–90                              |
| Weichsel istid                      | Herning - MIS 5d                      | 115–100                             |
| Eem                                 | Eem - MIS 5e                          | 126–115                             |
| Saale istid                         | Warthe - MIS 6 Drenthe - MIS 6        | 200–126                             |
| Saale istid                         | Dömnitz - MIS 7                       | 240–200                             |
| Saale istid                         | Fuhne - MIS 8                         | 300–240                             |
| Holstein                            | MIS 9                                 | 320–300                             |
| Elster                              | MIS 10                                | 380–320                             |
| Cromer                              | MIS 21–11                             | 860–380                             |
| Bavel                               | MIS 63–22                             | 1800–860                            |
| Menap                               | MIS 63–22                             | 1800–860                            |
| Waal                                | MIS 63–22                             | 1800–860                            |
| Eburon                              | MIS 63–22                             | 1800–860                            |
| Tegelen                             | MIS 103–64                            | 2600–1800                           |
| Pretegelen                          | MIS 103–64                            | 2600–1800                           |

## Uppkomst
Orsaken till att en istid inträffar är variationer i styrka i de solstrålar som träffar jorden, något som man när det gäller kortare kalla perioder har kunnat knyta till antalet solfläckar på solen. Den förste att knyta istiderna till dessa fenomen var den serbiske vetenskapsmannen Milutin Milanković som konstaterade detta 1938. Det krävs dock mer än minskad solfläcksaktivitet för att en verklig istid skall uppträda och den främsta orsaken är troligtvis variationer i jordaxelns lutning, något som inträffar med jämna mellanrum.
Man kunde tro att det är kalla vintrar som orsakar att glaciärerna byggs upp. Det är dock snarare orsakat av somrarnas kortare längd, vilket gör att vintersnön inte hinner smälta undan under sommaren.

## Upptäckten av istiden
Den svenske gruvexperten Daniel Tilas (1712–1772) blev 1742 den förste som la fram en teori om att drivande isflak kan ha transporterat flyttblock långa sträckor i  Skandinavien och Baltikum.

## Spår efter istider
- Jättegrytor
- Rundhällar
- Isräfflor
- Rullstensåsar
- U-dalar
- Fjordar
- Morän
- Moränryggar
- Flyttblock
- Varvig lera[6]